# Barrio Albarellos
El Barrio Albarellos es un conjunto de vivienda construido en el barrio de Villa Pueyrredón, en la ciudad de Buenos Aires, Argentina. Es considerado uno de los barrios no oficiales que no se encuentran entre de los 48 reglamentados en 1972.
Fue uno de los proyectos de vivienda social desarrollados durante las presidencias de Juan Domingo Perón (1946/1955), caracterizados por la implementación del modelo de chalet unifamiliar que recibió el nombre de chalet californiano, símbolo de la vivienda propia y de calidad para las clases humildes beneficiadas por los planes sociales.
El Barrio Albarellos fue gestionado por el Ministerio de Obras Públicas de la Nación, y se construyó en 1952. Está compuesto por 40 unidades de vivienda, distribuidas a lo largo de dos pasajes llamados Santos Vega y El Gaucho, que cortan en sentido sudeste-nordeste dos manzanas ubicadas entre las calles Condarco, Avenida Nazca, Ezeiza y la Avenida Albarellos. Cada pasaje tiene 6 chalets a cada lado, pero los terrenos que se ubican sobre las calles antes mencionadas no fueron utilizados para el Barrio Albarellos, sino que poseen viviendas construidas independientemente por sus propietarios.
Los chalets del Barrio Albarellos son estructuras de una sola planta, que en su mayor parte son compartidas por dos familias. Poseen una entrada lateral, desde un patio que muchos propietarios han reformado para estacionar sus vehículos, por la cual se accede al comedor/sala de estar, donde están los ambientes del baño y la cocina. Por este ambiente principal se acceden a las dos habitaciones que tienen estas unidades compartidas. Las cuatro casas que se encuentran en los extremos de los dos pasajes son ocupadas por una sola familia, ya que son de menor tamaño. 
Junto al Albarellos se encuentra otro complejo de viviendas construido durante el gobierno de Juan Domingo Perón, el llamado Barrio Grafa (originalmente Barrio 17 de Octubre, oficialmente en la actualidad Barrio General José de San Martín), compuesto por edificios del tipo monoblock construidos hacia 1950.